# Girolamo di Corregio
Girolamo di Corregio (ur. w 1511 w Correggio, zm. 8 albo 9 października 1572 w Rzymie) – włoski kardynał.

## Życiorys
Urodził się w 1511 roku w Correggio, jako syn Giberta X di Correggia i Veronici Gambary. Studiował na Uniwersytecie Bolońskim, gdzie uzyskał doktorat. Tzw. niższe święcenia otrzymał pod koniec lat 30. XVI wieku, a w 1540 roku został nuncjuszem nadzwyczajnym przy królu Francji. Żył w konkubinacie z Paolą Piloją, z którą miał syna Alessandra. 26 lutego 1561 roku został kreowany kardynałem diakonem. 2 czerwca został podniesiony do rangi kardynała prezbitera i otrzymał kościół tytularny San Giovanni a Porta Latina. 13 maja 1569 roku został wybrany arcybiskupem Tarentu, a 22 stycznia 1570 roku przyjął sakrę. Zmarł 8 albo 9 października 1572 roku w Rzymie.